# Цвинтар Монмартр
Цвинтар Монмартр (фр. Cimetière de Montmartre) — цвинтар на півночі Парижа, у 18-му муніципальному окрузі. Відкрито 1 січня 1825 року на місці кар'єру, де добувався гіпс.
Сьогодні цвинтар Монмартр налічує 20 000 могил. Щорічно відбувається близько 500 поховань.

## Історія
У середині 18 століття переповненість кладовищ Парижа створила численні проблеми, починаючи від непомірно високих витрат на поховання і закінчуючи антисанітарними умовами життя в прилеглих кварталах. У 1780-х роках Цвинтар Невинних (фр. Cimetière des Innocents) був офіційно закритий, а громадянам було заборонено ховати трупи в межах Парижа. На початку 19 століття були побудовані нові кладовища за межами столичних дільниць: 
- Монмартр на півночі,
- кладовище Пер-Лашез на сході,
- кладовище Пассі на заході
- кладовище Монпарнас на півдні.

Кладовище Монмартр було відкрито 1 січня 1825 року. Спочатку воно було відоме, як le Cimetière des Grandes Carrières (Цвинтар Великих Кар'єрів). Назва вказувала на унікальне розташування кладовища, в покинутому гіпсовому кар'єрі. Кар'єр раніше використовувався під час Французької революції, як братська могила. Він був побудований нижче рівня вулиці, в улоговині покинутого гіпсового кар'єру, розташованого на захід від Бютте біля початку вулиці Коленкур на площі Кліші. Як і сьогодні, його єдиний вхід був побудований на авеню Рашель під вулицею Коленкур.
Популярне туристичне місце, кладовище Монмартр є місцем останнього спочинку багатьох відомих художників, які жили і працювали в районі Монмартр. Повний список відомих поховань дивіться нижче.

## Визначні діячі, поховані на цвинтарі

### Науковці
- Андре-Марі Ампер (1775—1836), математик і природодослідник
- Францішек Генрик Духіньскі, польський історик
- Йоахим Лелевель (1786—1861), польський історик, громадський і політичний діяч
- Анрі Треска (1814—1885) — французький інженер-механік
- Станіслав Улям — польський і американський математик
- Шарль Фур'є (1772 — 1837) — французький соціаліст-утопіст і філософ
- Леон Фуко (1819—1868), фізик і астроном
- Жан-Мартен Шарко (1825—1893), псіхіатр

### Письменники
- Альфред де Віньї (1797—1863), письменник
- Людовик Галеві (1834—1908), письменник, лібретист
- Генріх Гейне (1797—1856), німецький поет, публіцист і критик
- Теофіль Готьє (1811—1872), поет
- Жуль де Гонкур (1830—1870), письменник
- Едмон де Гонкур (1822—1896), письменник і видавець
- Марселіна Деборд-Вальмор (1786—1859), поетеса
- Олександр Дюма (син) (1824—1895), драматург
- Еміль Золя (1840—1902), письменник
- Ежен Лабіш (1815—1888), драматург
- Анрі Мюрже, поет
- П'єр Алексіс Понсон дю Терран, (1829—1871), письменник
- Ернест Ренан (1823—1892), письменник, історик і філолог
- Клод Сімон (1913—2005), письменник, лауреат Нобелівської премії
- Стендаль (1783—1842), письменник
- Жорж Фейдо (1862—1921), драматург

### Музиканти та композитори
- Гектор Берліоз (1803—1869), композитор, диригент, музичний письменник
- Лілі Буланже (1893—1918), композитор
- Надя Буланже (1887—1979), музикант, диригент, педагог.
- Поліна Віардо-Гарсіа (1821—1910), співачка, вокальний педагог і композитор
- Галеві Жак (1799—1862), композитор
- Лео Деліб (1836—1891), композитор
- Андре Жоліве (1905—1974), композитор
- Луї Нідермаєр (1802—1861), композитор
- Жак Оффенбах (1819—1880), композитор
- Адольф Сакс, (1814—1894), бельгійський майстер музичних інструментів, винахідник саксофону
- Фернандо Сор (1778—1839), іспанський композитор і гітарист

### Митці
- Віктор Браунер (1903—1966), художник
- Орас Верне (1789—1863), художник
- Едгар Дега (1834—1917), живописець
- Жан-Леон Жером (1824—1904), живописець
- Нарсіс Діаз де ла Пенья (1807—1876), художник
- Франсіс Пікабіа, художник
- Сергій Чепик (1953—2011), український художник
- Констан Тройон (1810—1865), художник
- Теодор Шассеріо (1819—1856), художник

### Архітектори
- Огюст Рікар Монферран (1786—1858), архітектор

### Актори та режисери
- Жан-Клод Бріалі (1933—2007), актор театру і кіно
- Саша Гітрі (1885—1957), актор і режисер
- Луї Жуве (1887—1951), театральний режисер
- Анрі-Жорж Клузо (1907—1977), кінорежисер
- Фредерік Леметр (1800—1876), актор
- Жак Ріветт (1928—2016), кінорежисер
- Франсуа Трюффо (1932—1984), режисер, кіноактор, сценарист
- Рене-Жанна Фальконетті (1892—1946), актриса

### Танцівники та балерини
- Ла Гулю (1866—1929), танцівниця Мулен Ружа
- Емма Леві (1842—1863), балерина
- Вацлав Ніжинський (1890—1950), танцівник і хореограф
- Марія Тальоні (1804—1884), балерина

### Співаки
- Даліда (1933—1987), співачка й акторка
- Адольф Нуррі (1802—1839), оперний співак

### Громадсько-політичні діячі
- П'єр Марі Вальдек-Руссо (1846—1904), прем'єр-міністр Франції
- Наталя Пастернак (1965—2016), очільниця української громади Франції

### Інші
- Марі Дюплессі (1824—1847), відома куртизанка, коханка Олександра Дюма-сина («дама з камеліями»)
- Марі-Антуан Карем (1784—1833) — шеф-кухар, один із творців високої кухні
- Жанна де Турбе (1837—1908) — куртизанка, світська левиця, господиня літературного салону
- Жульєтта Рекам'є (1777—1849) — світська левиця, господиня літературного салону

На цвинтарі Монмартр був похований класик польської літератури, уродженець Кременця Юліуш Словацький. Його тіло перевезене 1927 року до Кракова і поховане на Вавелі (хоча на місці попереднього поховання на Монмартрі збережено надгробок поета).

## Галерея

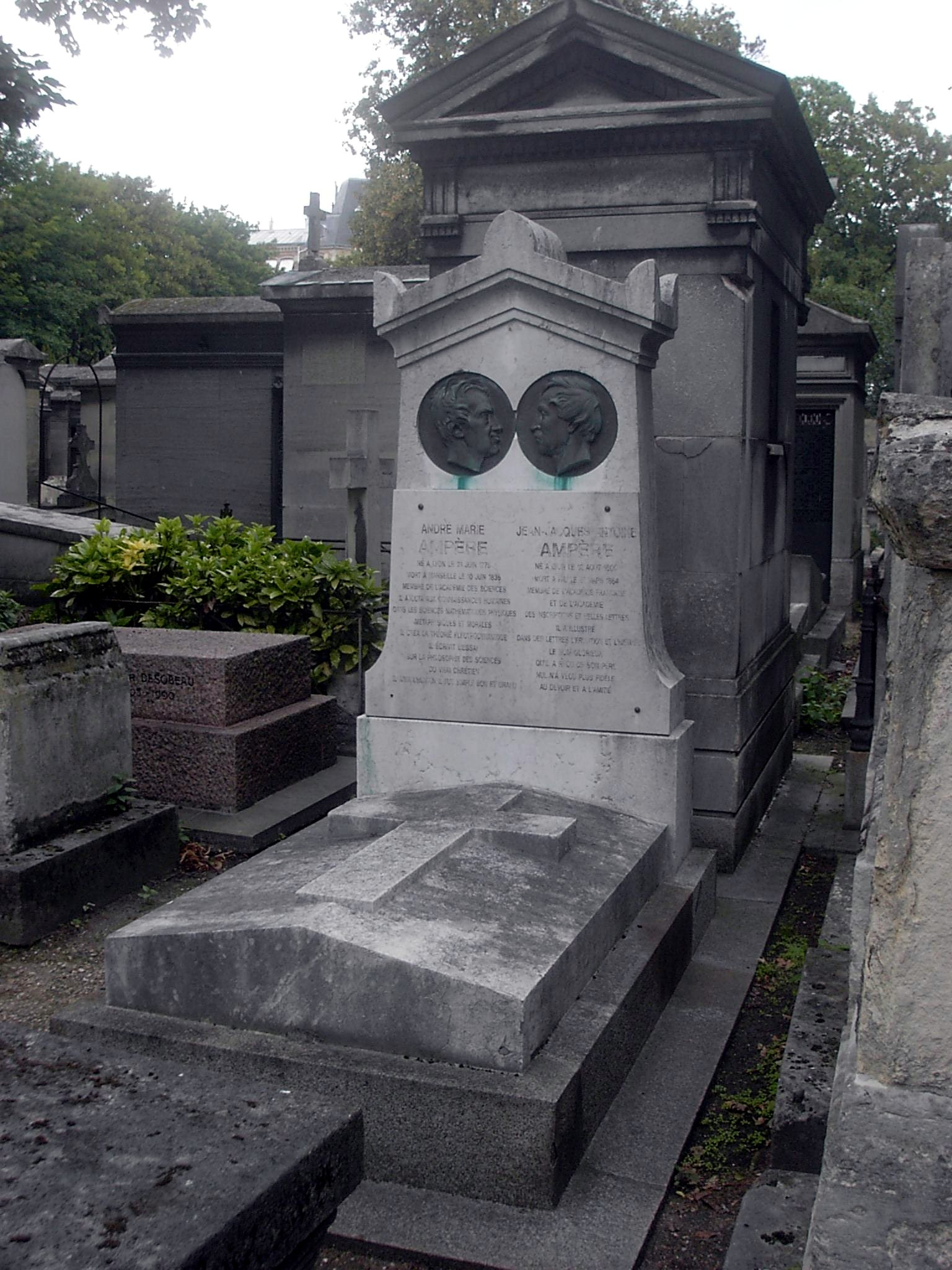
Могила Ампера та його сина
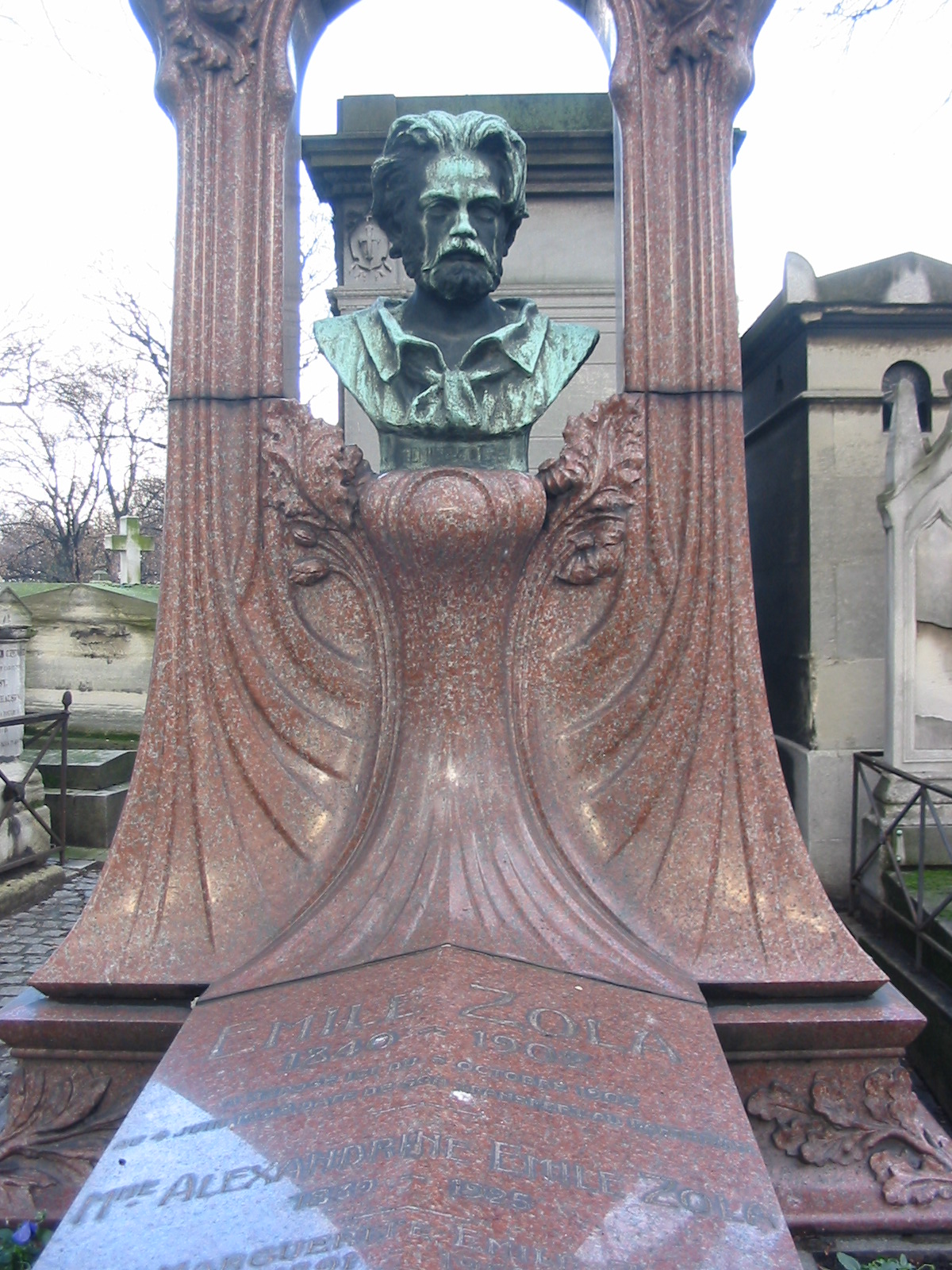
Могила Золя (рештки згодом перенесені до Пантеону)
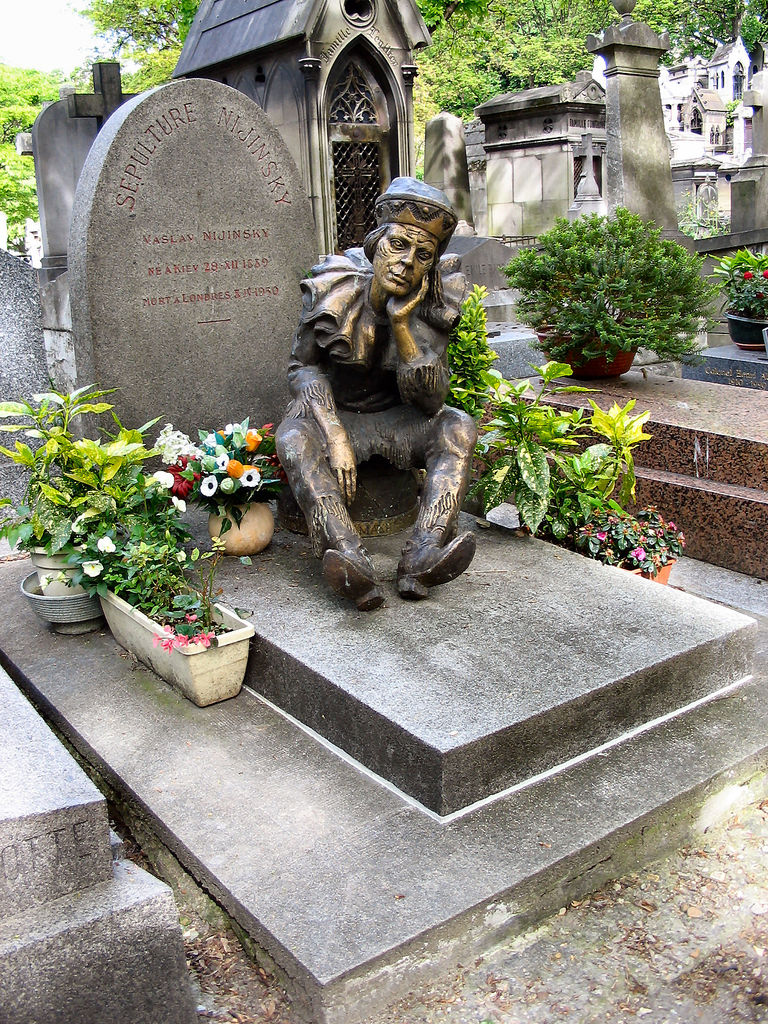
Могила Вацлава Ніжинського
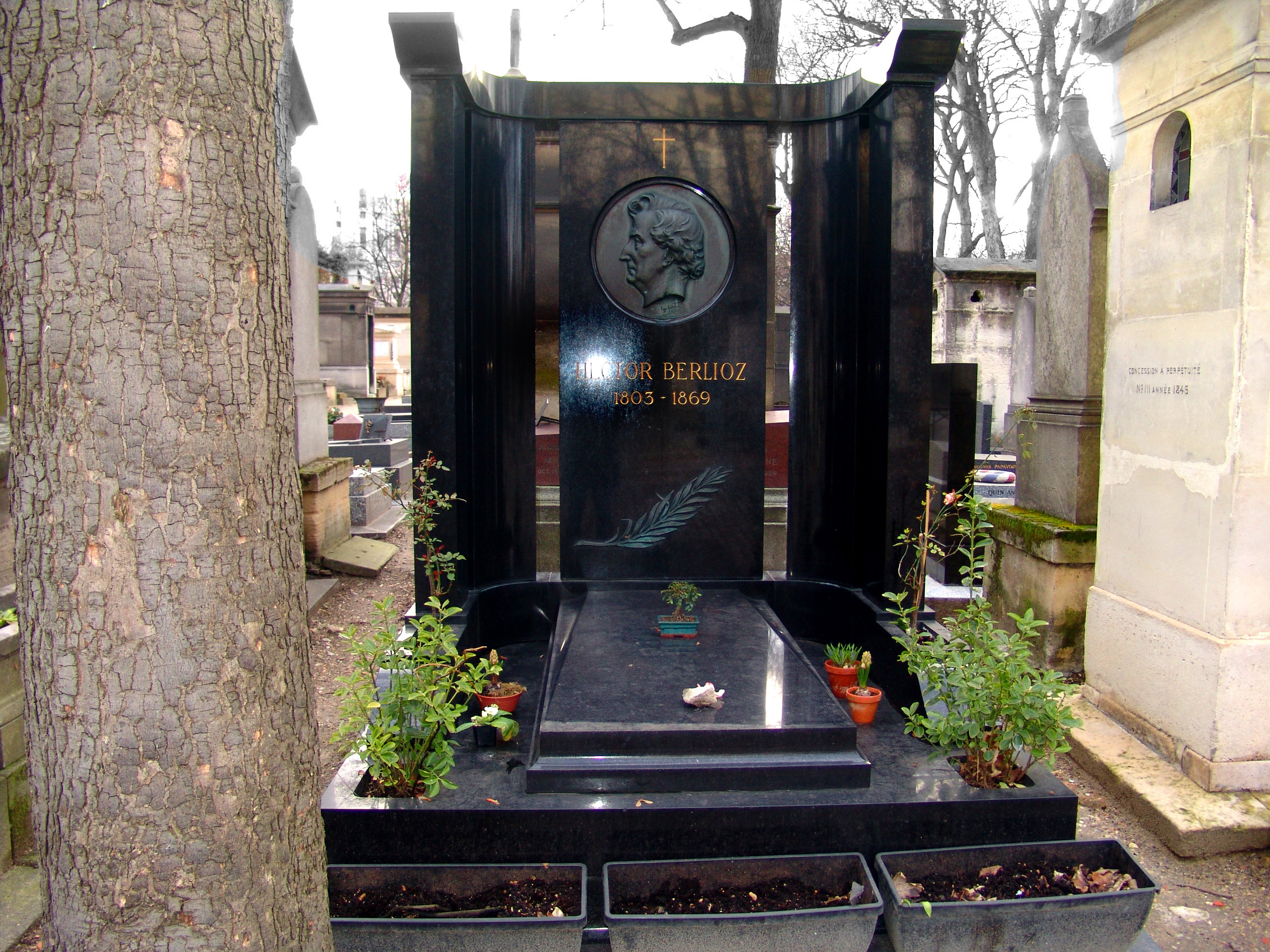
Могила Берліоза
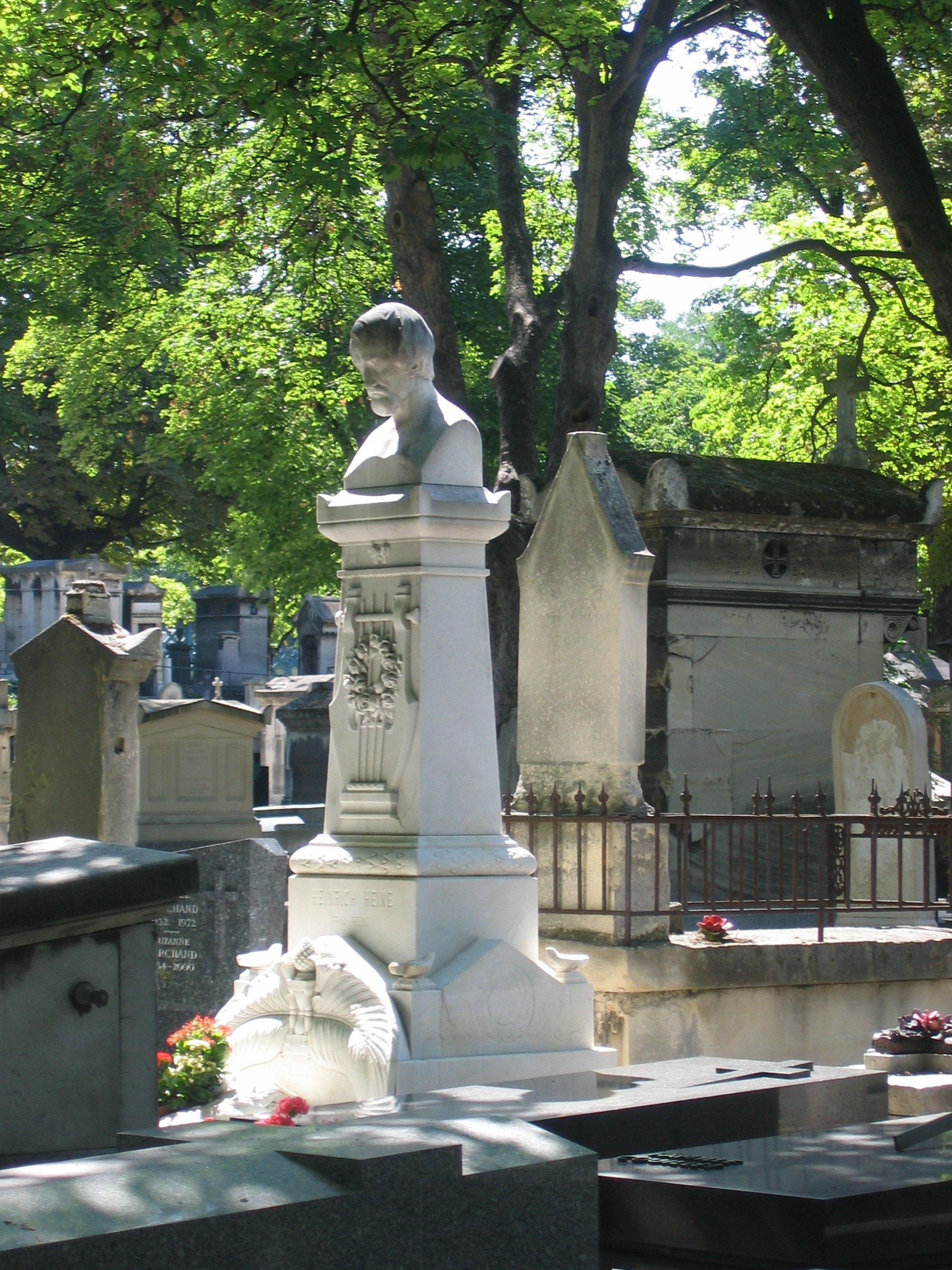
Могила Гайнріха Гайне
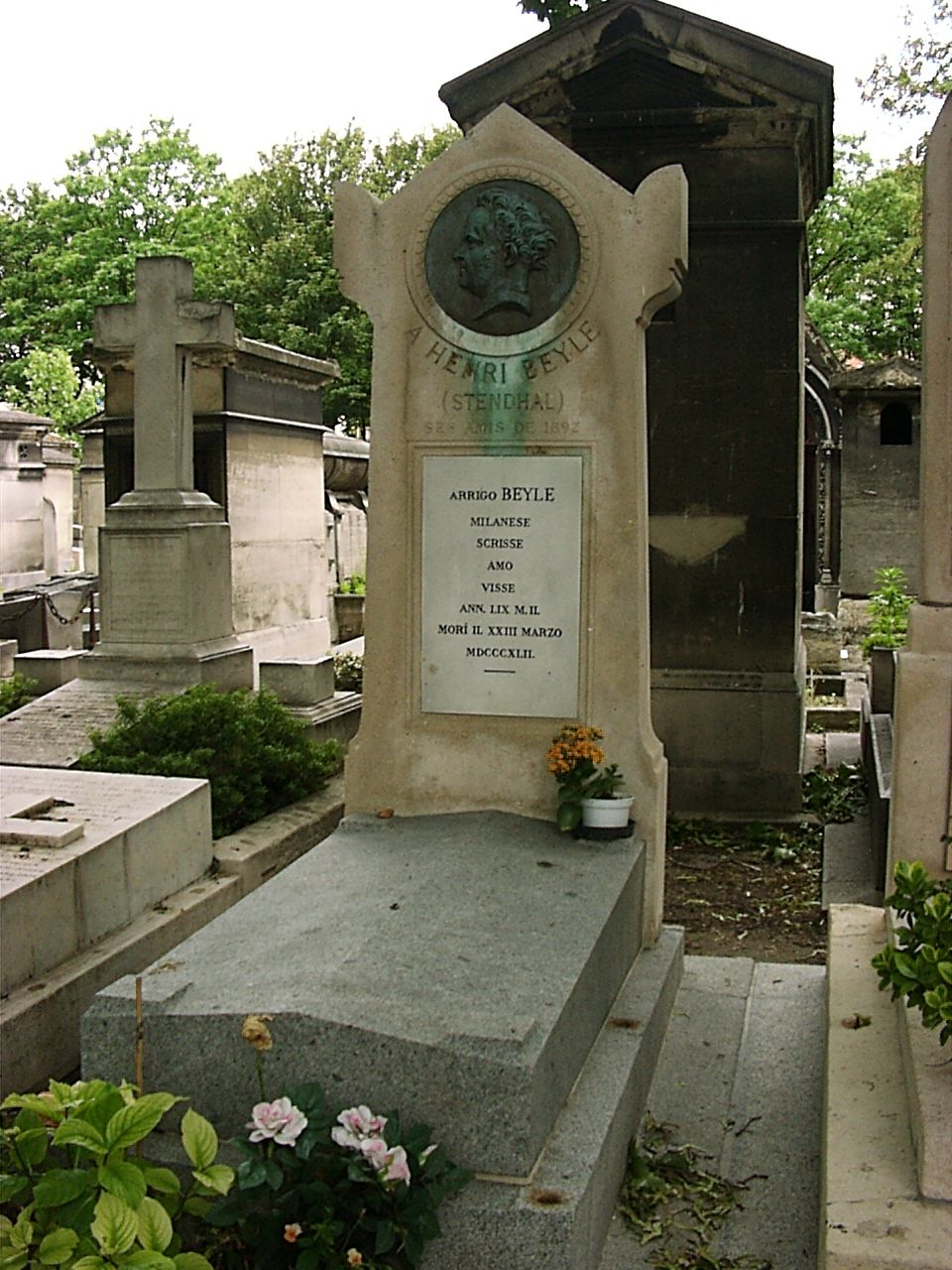
Могила Стендаля